# Rezerwat przyrody Puszcza Święcicka
Rezerwat przyrody Puszcza Święcicka (ros. Заказник «Святицкая пуща»; do 2019 Rezerwat Biologiczny Lipsk (biał. Біялагічны заказнік «Ліпск»; ros. Биологический заказник «Липск») – rezerwat przyrody o znaczeniu lokalnym, położony na Białorusi, chroniący ekosystem obszarów bagiennych doliny rzeki Szczary.

## Położenie
Rezerwat administracyjnie położony jest w obwodzie brzeskim, w rejonie lachowickim. Geograficznie leży na pograniczu Polesia i Przedpolesia.

## Historia
Rezerwat Biologiczny Lipsk utworzono uchwałą Lachowickiego Rejonowego Komitetu Wykonawczego z 14 listopada 1988. 27 grudnia 2019 ten sam organ zmienił granice, reżim ochrony i użytkowania rezerwatu. Wraz z nimi uległa zmienia jego nazwy na obecną.

## Fauna i flora
Na terenie rezerwatu żyje 97 gatunków ptaków, należących do 36 rodzin, w wśród których są m.in. żuraw i bocian czarny.
Z roślin wpisanych do Czerwonej Księgi Białorusi występują lilia złotogłów i żywiec cebulkowy. Ponadto rosną tu borówka czarna, borówka bagienna i żurawina.